# Asura ochracea
Asura ochracea là một loài bướm đêm thuộc phân họ Arctiinae, họ Erebidae.